# 滑曲球
滑曲球(英語：Slurve)是棒球中的一種球路，投手以此投出像是曲球的滑球。這是滑球(slider)和曲球(curve)的混成詞。

## 歷史
第一位使用滑曲球的投手仍為未知。在1940年代，波士頓勇士的Johnny Sain以此知名。1998年5月6日，芝加哥小熊的凱瑞·伍德利用滑曲球達成平大聯盟紀錄的單場20次三振。前洛杉磯道奇和東京養樂多燕子投手，目前效力於埼玉西武獅的石井一久幾乎都用滑曲球對決左打者。2010年的熱門新秀史蒂芬·史崔斯伯格表示使用此球路。名人堂投手Rich Gossage也說學習此球路改變了他的職業生涯。賽·揚和華特·強森以滑曲球作為武器，而賽·揚是其最早的著名使用者。

## 投球利害
有批評稱滑曲球比略晚變化的滑球造成更多的全壘打，其實用性存在爭議。滑曲球也被指出對投手造成問題。1998年，凱瑞·伍德稱其導致他的手肘痠痛。

## 外部連結
- Popular Mechanics的The Mechanics Of A Breaking Pitch （页面存档备份，存于）